# Rhododendron bhutanense
Rhododendron bhutanense är en ljungväxtart som beskrevs av David Geoffrey Long och Bowes Lyon. Rhododendron bhutanense ingår i släktet rododendron, och familjen ljungväxter. Inga underarter finns listade i Catalogue of Life.